# 吾係獎門人
《吾係獎門人》是香港無綫電視自2002年起播出的遊戲節目，本節目是獎門人系列中的第六輯。游戏内容充满搞笑性质，经常成为收视冠军及屡破收视纪录。節目由「獎門人」曾志偉及兩位「獎老」錢嘉樂及林曉峰主持。「獎門人」和「獎老」分別是「掌門人」和「長老」的諧音。曾為節目旁述的配音藝員為陳欣及招世亮。
獎門人系列致力於娛樂家庭觀眾之餘，亦希望其中出現的遊戲可以由家庭觀眾於派對或玩樂中採用，實行皆大歡喜。而遊戲中亦因為各嘉賓投入，故出現很多平時觀眾看不見的一面，亦出現不少金句名詞，令人津津樂道。

## 節目資料
- 播出期間：2002年8月10日至2002年12月7日（逢星期六晚上20:30-21:30、第14及16集20:30-22:00，也是獎門人系列唯一於星期六時段内播出）
- 主持：曾志偉、錢嘉樂、林曉峰
- 助手：陳嘉露、劉若莉
- 其他客席助手：鄭俊弘（第16集）
- 曾出現遊戲：吾係講笑話、吾係世運會、吾係經典－閂大閘、吾係大搜查、吾係企起身、吾係指指下、吾係開口中、吾係幽靈相
- 集數：16
- 翡翠台於2017年8月12日至8月26日，重播此輯節目，但只重播了其中3集，包括第2、14和16集。

## 曾出現遊戲環節
- 吾係講笑話（第1-6集、8-15集）
  - 所有嘉賓輪流講笑話，勝者可享受獎門人的優待，敗者則需要坐隔壁的凳仔。

- 吾係世運會（第1-6集、11-16集）
  - 二人一組形式參賽，首先第一輪每組自選一個球型物體然後頭貼頭走完整條石春路，最慢完成或過程中球型物體落地算落敗，二人需要輪流背對方走石春路。晉級的四位嘉賓需要通過跳繩走完整條石春路。最快完成的兩位（有時三位）嘉賓晉級兼在石春路上跳大繩，完成最多下數的勝出。

- 吾係運啜搶（第7-10集）
  - 兩隊各派出一名隊員，以口搶走置於吹風機上的的桌球，搶到桌球的隊員所代表的組別則加1分，最後總分最高的隊伍則為勝出。

- 吾係經典－兵乓波（第14集）
  - 嘉賓須分成兩組，以單打形式作乒乓球比賽。遊戲規則大致跟普通乒乓球比賽無異。不同之處，是獎門人在遊戲開始時會公布一個主題，參賽者在接乒乓球的同時，須要按照主題回答題目，如參賽者接不到乒乓球，或乒乓球不過網，或不能在接乒乓球時回答題目，或者答案重複，則被判為負方，須立刻換人作賽。勝方可獲得一分。所有題目均由獎門人決定。

- 吾係經典－閂大閘（固定環節）
  - 隊員分成提示者及猜題者，提示者須在限時內以動作、語言提示令猜題者猜出題目字詞，若嘉賓說出題目其中一字，或猜題者偷看，該題目則作廢。猜對最多題目的隊伍則屬勝出。

- 吾係大搜查（第1-10集、第14集）
  - 三人一組參賽，每組均會按著獎門人所給予的情境做出動作或表情，通常每組會做2-3個動作。由現場觀眾決定勝者，敗者需接受辣辣壽司的懲罰。

- 吾係指指（第16集）
  - 遊戲開始時會由參賽者開一個主題，參賽者須要按照主題回答題目，如參賽者不能回答題目，或者答案重複，則被判為負方，需要接受辣辣壽司的懲罰。

- 吾係企起身（第1-2集）
  - 所有嘉賓連同兩位獎老一起參與。各人坐在凳上，等候獎門人發號司令後隨機報數，但如果出現兩人或以上同時報數，或最後一個報數者，需要接受辣辣壽司的懲罰。

- 吾係開口中（固定環節）
  - 每位參賽者需輪流派出代表於1至100中說出一個數字，數字範圍會因應參賽者所說的數字以一直縮窄，直至一名參賽者叫中謎底的數字，該參賽者所代表的組別則為落敗，並須進行懲罰遊戲，如果在限制內完成或達到目標不需接受懲罰，否則就會被其他參賽者及主持散粉（第1集）、撞牆（第2集）及射水槍（第3集起）作懲罰。部分集數獎老亦會參與該環節。

- 吾係包剪揼（固定環節）
  - 首先節目中間由之前主持隨機挑選的32位現場觀眾中以淘汰賽形式透過包剪揼決出最後勝出者，之後全場總冠軍會與勝出的現場觀眾會以五盤三勝制決定勝方。勝方可得$5000獎金，敗方亦可奪得豐富獎品。如果其中一方可直落三盤贏對方則可額外獨得Jackpot獎金（起始獎金為$5000，如果沒人奪得Jackpot獎金，下集的累積獎金會增加$5000）。此外其餘落敗的嘉賓亦可與全場總冠軍進行一場過包剪揼，如果勝出亦可奪得獎品。不過如果全場總冠軍贏了全部嘉賓連獎老及獎門人則可直接獨得全部獎品。

- 吾係幽靈相（第3集起）
  - 全場最低分的嘉賓將會被拍「幽靈相」，即需要將其面相首先上粉，然後再印在黑色過濾網上。

## 歌曲
- 主題曲：開心Ｄ
  - 作曲：陳光榮
  - 填詞：潘錦麟
  - 主唱：曾志偉、錢嘉樂、林曉峰、EO2、張詠詩、E-kids
  - 提供：Star East Music Publishing Limited
  - 改編自：EO2、張詠詩、E-kids《魅力移動》

## 外部連結
- 吾係獎門人 myTVSuper （页面存档备份，存于）